# Pavesi 35 PS
La Pavesi 35 PS è un veicolo corazzato da combattimento sviluppato in Italia a cavallo fra la prima e la seconda guerra mondiale, dall'azienda Pavesi Tolotti di Novara.

## Contesto

Disegno della blindo.

Lo sviluppo di tale veicolo derivò dalla necessità di trovare un'alternativa ai mezzi corazzati cingolati. La 35 PS fu sviluppata sulla base di un trattore agricolo, sempre prodotto dalla Pavesi.

## Descrizione
Si trattava di una piccola autoblinda spinta da enormi ruote a raggi dal diametro di 1,55m dotati di cerchioni in metallo per gli spostamenti fuoristrada. La vettura, con un'altezza da terra minima di 75 cm poteva superare trincee fino a 1,4 metri. Era dotata di un unico armamento posto su una torretta rotante centrale: una mitragliatrice da 8mm e di un alloggiamento per 2 persone. In esperimenti successivi venne anche armata con un cannone da 57 mm (con motore da 45 CV). Nell'ultimo periodo di produzione venne costruita dalla Fiat; rimane in uso fino alla fine degli anni venti, sostituito poi dal modello P4/100.